# پردهمین کریشان کاو
پردهمین کریشان کاو (انگلیسی: Predhiman Krishan Kaw; ۱۵ ژانویهٔ ۱۹۴۸ – ۱۸ ژوئن ۲۰۱۷) دانشمند در زمینه پلاسما (فیزیک) و فیزیک لیزر اهل هند بود.